# Ignaz Ullmann
Ignaz Ullmann (eigentlich: Adalbert Ignaz Ullmann, tschechisch: Vojtěch Ignác Ullmann; * 23. April 1822 in Prag; † 17. September 1897 in Příbram) war ein böhmischer Architekt des Historismus.

## Leben
Sein Studium absolvierte Ignaz Ullmann zunächst am polytechnischen Institut in Prag und 1842–45 an der Wiener Akademie der bildenden Künste bei August Sicard von Sicardsburg und Eduard van der Nüll, danach folgte ein Studienaufenthalt in München.
Ullmann arbeitete mit dem Architekten Antonín Viktor Barvitius zusammen, dessen Schwester er 1856 heiratete. Sein erster größerer Auftrag war ab 1853 der Bau der Kirche St. Cyrill und Method im Prager Stadtteil Karolinenthal nach Plänen des Wiener Architekten Carl Roesner. In der nachfolgenden Zeit entstand nach seinen Plänen das Schloss in Bezděkov sowie der Umbau von Schloss Chyše im Rundbogenstil. 1862 plante und erbaute Ullmann das Interimstheater und 1868 die Spanische Synagoge in Prag sowie 1871–72 das Deutsche Vereinshaus in Budweis. Für den Industriellen und Kunstmäzen Adalbert Lanna erbaute er 1868 eine Villa in Prag-Bubeneč in Formen der Neorenaissance.
1869 wurde Ullmann zum Mitglied der Kommission für die Fertigstellung und Gestaltung der beiden polytechnischen Institute in Prag ernannt, für die er in den Jahren 1872 bis 1874 das Institutsgebäude (die heutige Tschechische Technische Universität) an der Ecke Karlsplatz und Resslova-Straße errichtete.

## Galerie

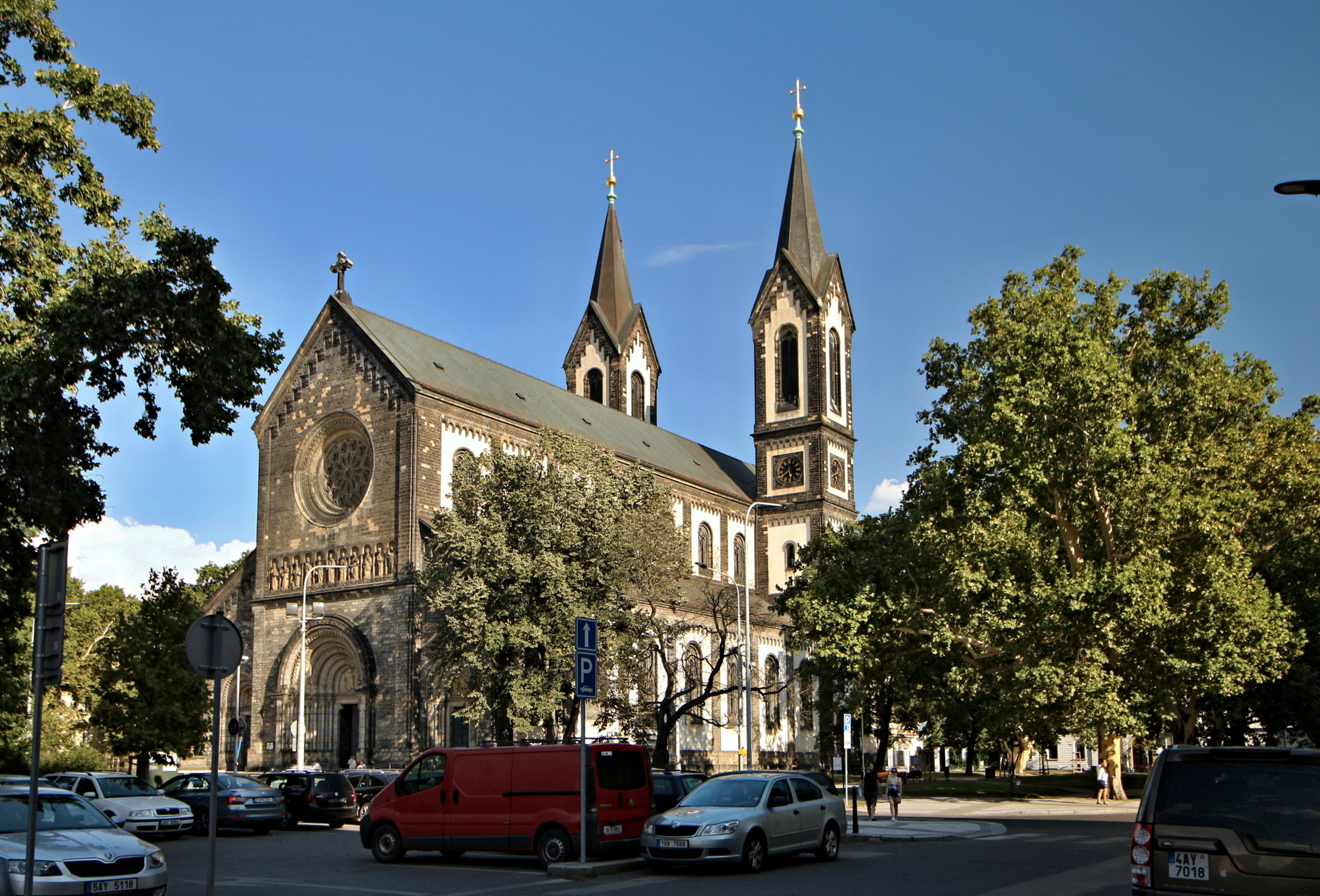
Prag, St. Cyrill und Method
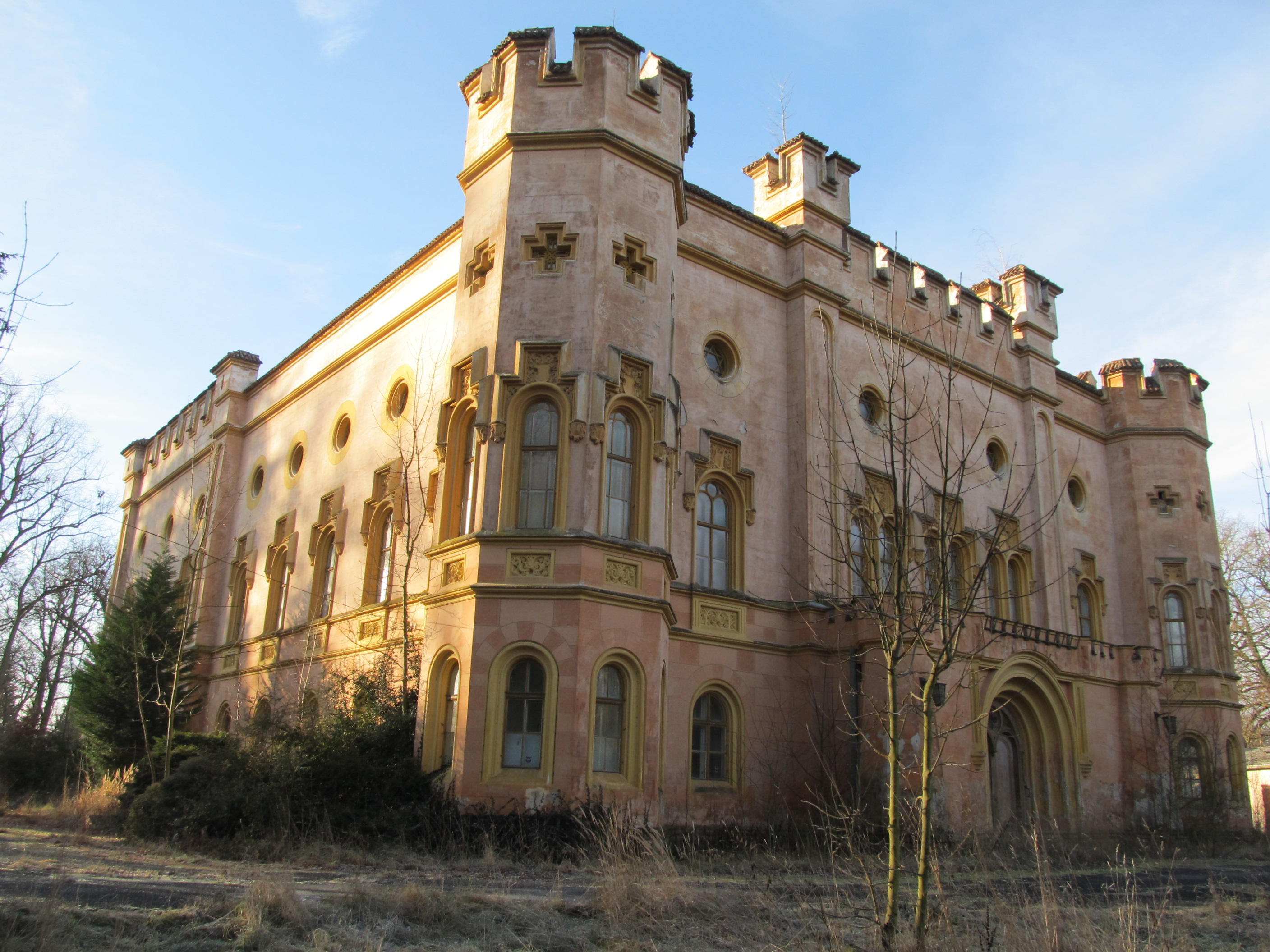
Schloss Bezděkov
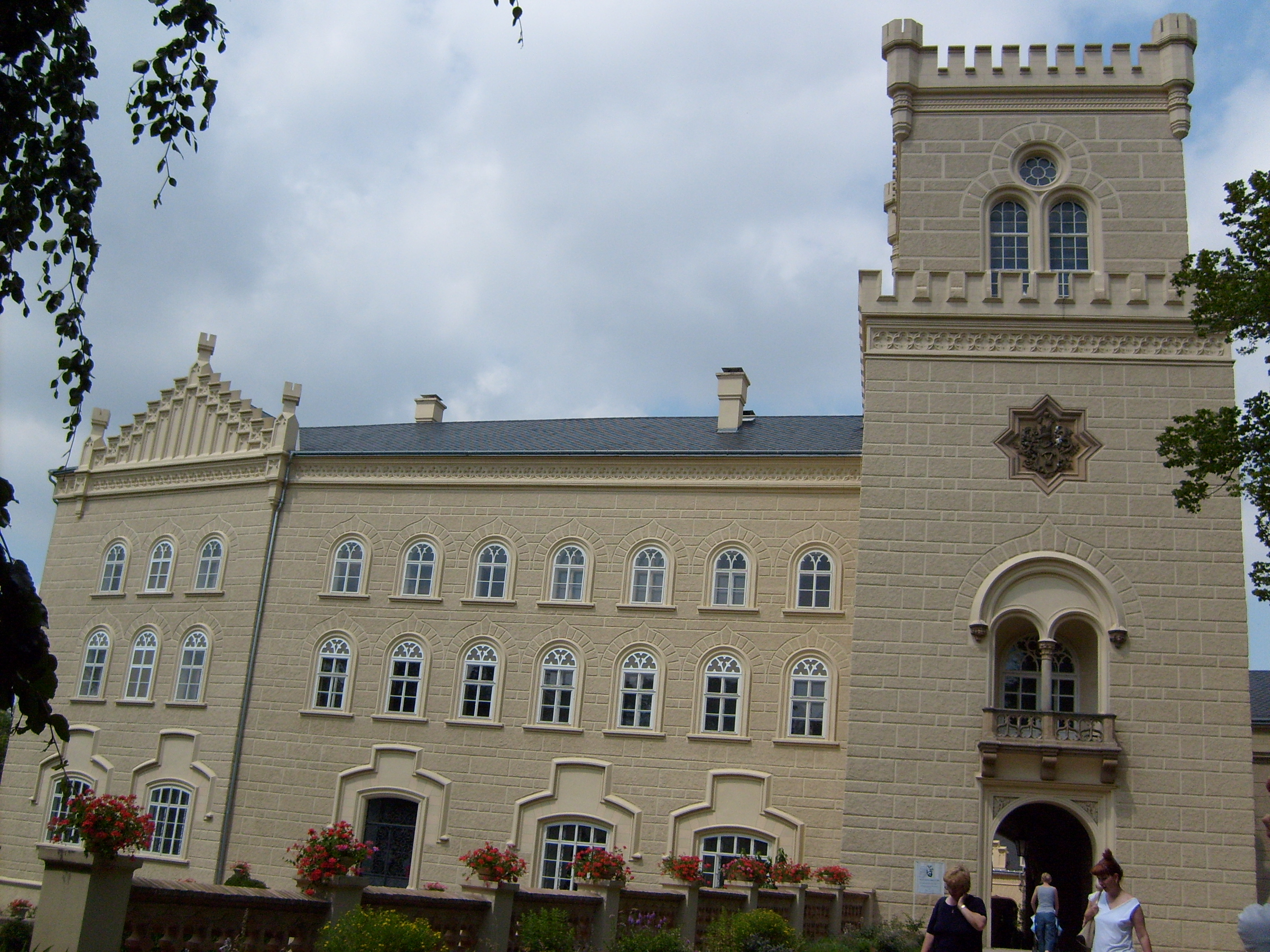
Schloss Chyše
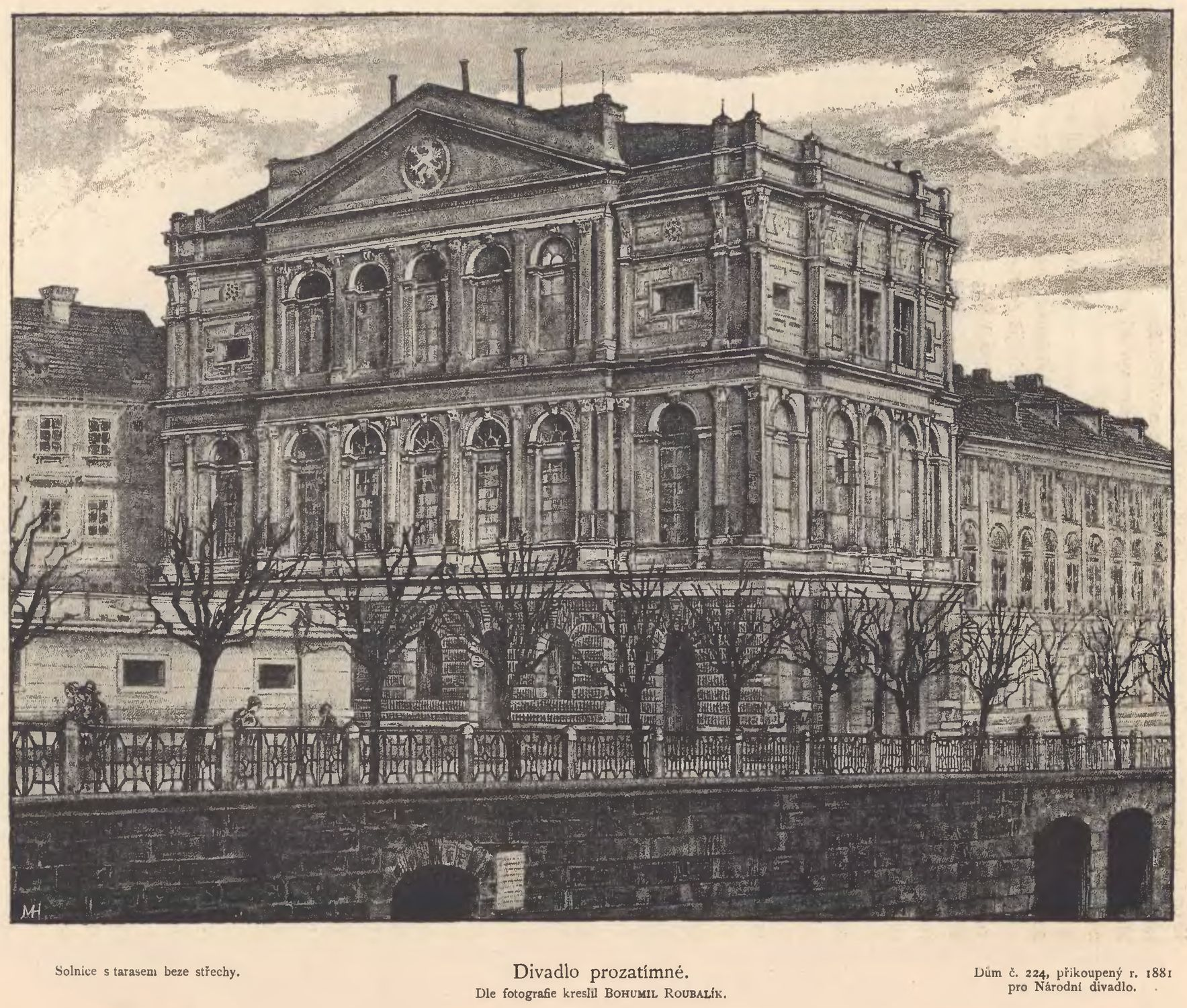
Interimstheater in Prag
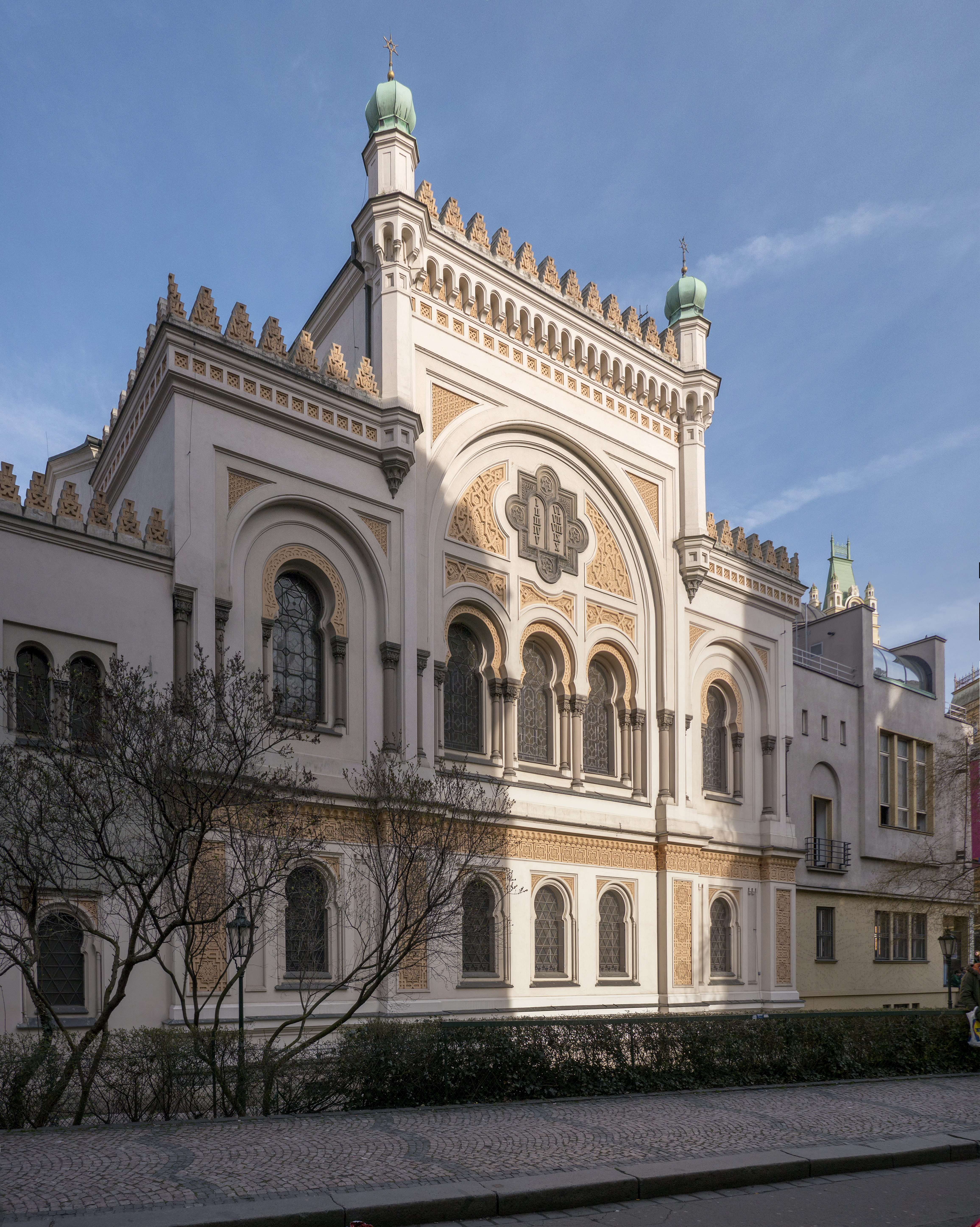
Prag, Spanische Synagoge
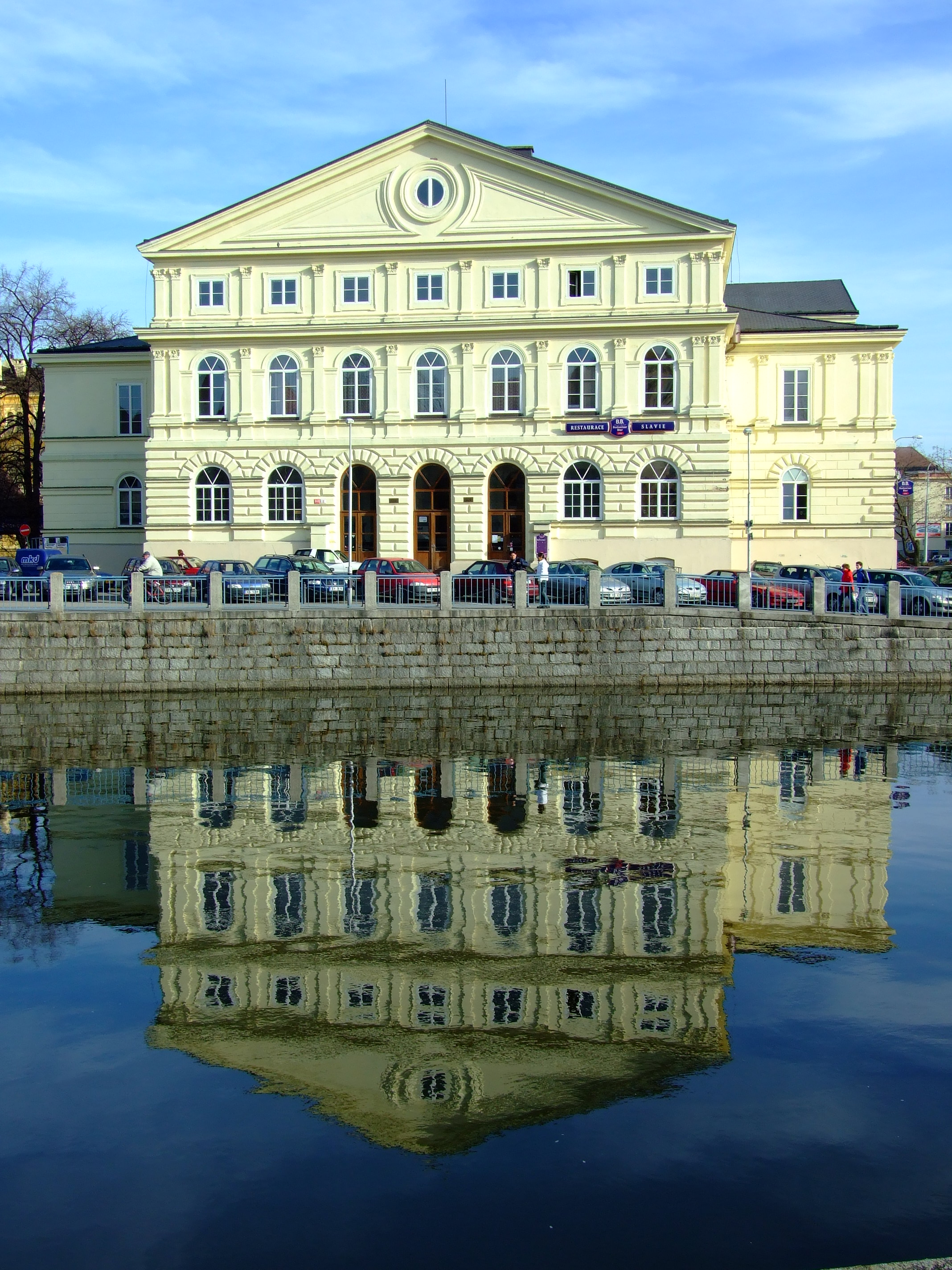
Deutsches Haus in Budweis
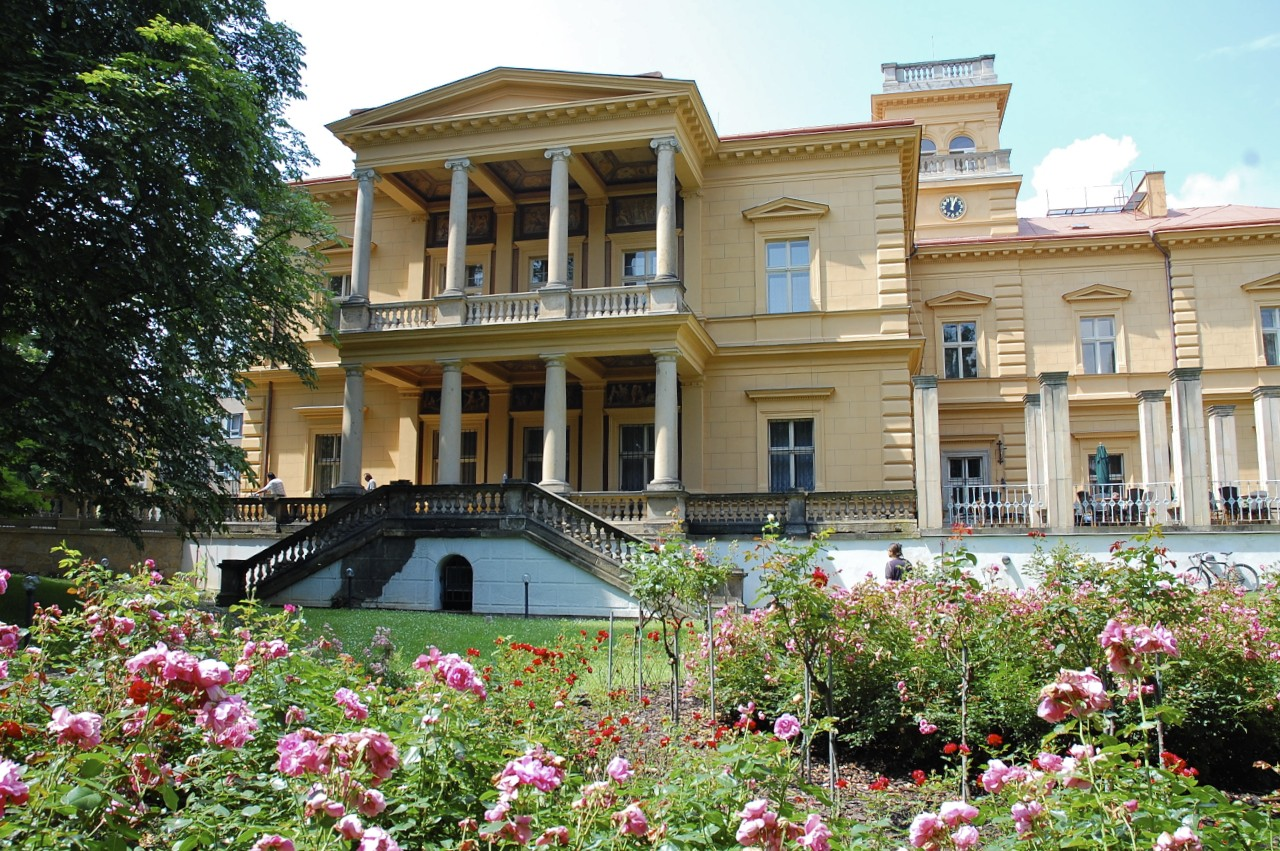
Villa Lannova
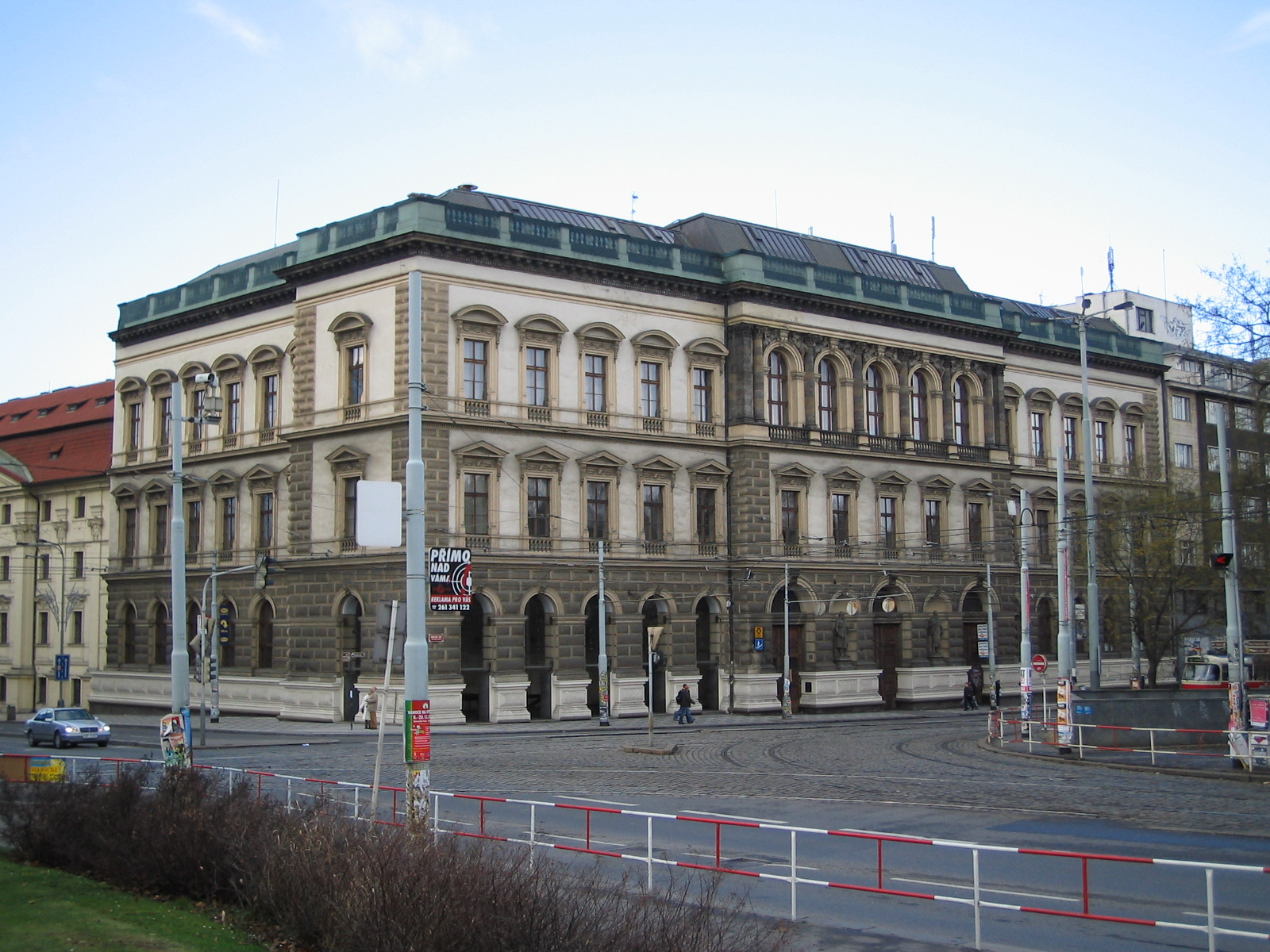
Technische Universität Prag

| Personendaten    | Personendaten                                                        |
| ---------------- | -------------------------------------------------------------------- |
| NAME             | Ullmann, Ignaz                                                       |
| ALTERNATIVNAMEN  | Ullmann, Adalbert Ignaz (vollständiger Name); Ullmann, Vojtěch Ignác |
| KURZBESCHREIBUNG | böhmischer Architekt                                                 |
| GEBURTSDATUM     | 23. April 1822                                                       |
| GEBURTSORT       | Prag                                                                 |
| STERBEDATUM      | 17. September 1897                                                   |
| STERBEORT        | Příbram                                                              |